# Chontla (municipalité)
La municipalité de Chontla est l'une des 212 municipalités de l'État de Veracruz, et est située dans la partie nord de cet État. Située à l'ouest du golfe du Mexique, elle appartient au bassin versant du fleuve Río Pánuco et est assise sur les piémonts du massif montagneux de la Sierra Madre orientale, qui s'étend à l'ouest. Son chef-lieu est la ville éponyme de Chontla. Elle dépend de la région Huasteca Baja, du nom du peuple des Huaxtèques qui y est établi, et est une des 10 subdivisions administratives de l'État de Veracruz.

## Géographie
La municipalité de Chontla s'étire du nord au sud le long de la rivière Estribanillo, tributaire du fleuve Río Pánuco, et qui forme sa limite orientale. Assise sur les piémonts orientaux du massif montagneux de la Sierra Madre orientale, en un secteur nommé Sierra de Otontepec, son altitude oscille entre 30 et 1300 mètres. Son chef-lieu, la ville éponyme de Chontla, se trouve dans la partie sud de son territoire. Ce territoire couvre une superficie de 390,4 km2, et était peuplé en 2020 de 13 359 habitants, pour une densité de 34,2 habitants par km2.
Cette municipalité est limitrophe au nord et à l'est de celle d'Ozuluama de Mascareñas, à l'ouest de celles de Tantoyuca et d'Ixcatepec, au sud de celle de Tepetzintla, et à l'est de celles de Tancoco et de Citlaltépetl.

## Composition et démographie
La municipalité était composée en 2020 de 98 localités, dont aucune n'était considérée comme urbaine, toutes étant rurales.
| Localité            | Population |
| ------------------- | ---------- |
| Chontla             | 2298       |
| San Francisco       | 1655       |
| San Juan Otontepec  | 1174       |
| Las Cruces          | 670        |
| Magozal             | 533        |
| Reste des localités | 7029       |
| Total population    | 13 359     |

En plus de l'espagnol, plusieurs langues amérindiennes sont parlées dans la municipalité, dont les principales sont par ordre d'importance : le huastèque et le nahuatl, les autres langues étant plus marginales.

## Histoire
Durant la période hispanique, la ville de Chontla se nommait Santa Catalina Chontla.

## Économie

### Agriculture et élevage
La superficie des parcelles semées représentait en 2021 une surface totale de 1180 hectares, parmi lesquels 891 hectares étaient voués à la culture du maïs, 190 hectares étaient voués à la culture de l'orange, et 99 hectares étaient voués à celle du haricot.
En 2021, la production de viande par tonnes comprenait 1633,2 tonnes de viande bovine, 90,6 tonnes de viande porcine, 7,5 tonnes de viande ovine, et 5,7 tonnes de volailles. La superficie vouée à l'élevage représentait alors 26 143 hectares.